# Јануарски едикт
Јануарски едикт или Едикт из Сен-Жермена донела је 17. јануара 1562. године француска регенткиња Катарина Медичи чиме је протестантима у Француској подарила ограничену толеранцију.

## Едикт
Едиктом је дозволила калвинистима окупљања ван градова. Калвинисти су били дужни да врате имања одузета католичном свештенству, да не окупљају своју војску и да поштују правила окупљања. Јануарски едикт је представљао максимум уступака на које је влада пристајала. Међутим, племство које је на те иступке пристало заборавило је на своје сталне сараднике. Право на окупљање добили су само племићи калвинисти који су живели по замковима. Јануарским едиктом нису били задовољни ни католици ни калвинисти. Истог дана, вође римокатолика, Франсоа, војвода од Гиза и кардинал од Лорене, формирали су унију (касније Света лига) која ће блокирати примену едикта. Франсоа Гиз, извршиће 1. марта 1562. године покољ у Васију којим ће отворено прекршити одредбе уговора. Калвинисте ће прогонити из читаве Француске. То ће довести до избијања Хугенотских ратова који ће потресати Француску, уз повремене прекиде 36 година разарали Француску. Ратови су прекинути Нантским едиктом који је 1598. издао Анри IV.